# William Miller (gobernador)
William Miller (ca. 1783  10 de septiembre de 1825) era el 18.º  Gobernador del estado estadounidense de Carolina del Norte de 1814 a 1817.
Nació en el Condado de Warren, Carolina del Norte. Fue huérfano a la edad de 9 y heredó una plantación sustancial. Atendió brevemente la Universidad de Carolina del Norte en Chapel Hill en 1802, pero no completó un grado. Empezó a practicar ley en 1805 y fue nombrado procurador general de Carolina del Norte en 1810. En el mismo año, fue elegido a la Asamblea General de Carolina del Norte, donde sirvió hasta 1814 como presidente (1812–1814).
En noviembre de 1814, Miller fue elegido Gobernador de Carolina del Norte por la Asamblea General, en el cierre de la Guerra anglo-estadounidense de 1812, el cual apoyó. Durante su plazo, Miller puso los cimientos para la expansión del sistema educativo del estado, y sirvió en la Junta Directiva de la Universidad de Carolina del Norte hasta su muerte.
Después de servir el número máximo de tres períodos de un año como gobernador, Miller dejó oficina en 1817. Regresó al Senado de Carolina del Norte en 1821, pero perdió un re-la elección el año siguiente.
El presidente John Quincy Adams nombró a Miller como un enviado a Guatemala en 1825; Miller murió en Key West, Florida en ruta a su puesto.